# Olivenit
Olivenit je bakrov arzenatni mineral s kemijsko formulo Cu2AsO4OH. Kristalizira v monoklinskem kristalnem sistemu (psevdoortorombsko). Včasih se najdejo tudi majhni bleščeči kristali prizmatične oblike, zaključeni s kupolastimi ploskvami. Običajno se pojavlja v zaobljenih skupkih igličastih kristalov. Te vlaknate strukture imajo pogosto žameten lesk. Mineral ima včasih ploščičasto ali mehko zemljasto strukturo. 
Značilna lastnost olivenita je njegova olivno zelena barva, po kateri je dobil ime (nemško Olivenerz,  A. G. Werner, 1789). Odtenek barve se lahko spreminja od črnkasto zelene v kristalih do skoraj bele v vlaknati različici, znani kot  lesen baker. Mineral ima Mohsovo trdoto 3 in specifično težo 4,3. V izobilju se pojavlja skupaj z limonitom in kremenom v gornjih obzorjih bakrovih rudnikov v okrožju St Day v Cornwallu. Pojavlja se tudi pri Redruthu in Tintic Mining District, Utah, ZDA.  Spada med sekundarne minerale, ki so nastali z oksidacijo bakrovih rud in arzenopirita.
Arzen v olivenitu je včasih delno zamenjan s fosforjem. S popolno zamenjavo nastane mineral libetenit s kemijsko formulo Cu2PO4OH. Slednji se v obliki majhnih temno zelenih kristalov, podobnim olivenitu, najde v rudniku Ľubietová na Slovaškem in v majhnih količinah v Cornwallu. Druga člana te izomorfne skupine sta adamit  (Zn2AsO4OH) in eveit (Mn2AsO4OH).
- Olivenit (velikost kristalov 18 mm);  Grube Clara, Schwarzwald
- Bledorumen vlaknat olivenit (velikost kristalov 1x0,7 mm); tipska lokacija Carharrack Mine